# Ernst Kieckers
Friedrich Ernst Kieckers (* 27. September 1882 in Barmen; † 5. August 1938 in München) war ein deutscher Sprachwissenschaftler.

## Leben und Werk
Ernst Kieckers stammte väterlicherseits aus einer Handwerker- und Fabrikantenfamilie: Sein Großvater war Schlosser, sein Vater Färbereibesitzer. Er besuchte das Gymnasium seiner Heimatstadt Barmen und studierte nach der Reifeprüfung von 1901 bis 1907 Vergleichende Sprachwissenschaft an den Universitäten in Bonn, München und Marburg; neben der Sprachwissenschaft besuchte er auch Vorlesungen der Fächer Klassische Philologie, Germanistik und Romanistik. In Marburg wurde er 1907 mit einer Untersuchung zu den griechischen Dialekten auf Kreta zum Dr. phil. promoviert. Nach der Promotion vertiefte er seine Studien an der Friedrich-Wilhelms-Universität Berlin, wo er sich unter anderem mit der georgischen, samoanischen und chinesischen Sprache befasste.
1908 ging Kieckers von Berlin an die Universität Freiburg im Breisgau, wo er sich unter Anleitung von Rudolf Thurneysen in die keltischen Sprachen einarbeitete. Vom 25. April bis zum 30. September 1910 arbeitete er am Thesaurus Linguae Latinae in München und verfasste Artikel für den Band V,1. Im Oktober 1910 habilitierte er sich in Freiburg für das Fach Vergleichende Sprachwissenschaft. Im Herbst 1912 ging Kieckers als Privatdozent an die Universität München, wo er vor allem griechische Elementarkurse abhielt. 1917 wurde er zum nichtetatmäßigen außerordentlichen Professor ernannt.
Nach dem Ersten Weltkrieg folgte Kieckers im Februar 1921 einem Ruf an die Universität Tartu in Estland auf den Lehrstuhl für indogermanische Sprachwissenschaft, den er bis zu seinem Tod innehatte. Er hielt über seinen Lehrauftrag hinaus Vorlesungen und Übungen im Bereich der Germanistik und Latinistik ab und gab Einführungskurse ins Chinesische, Samoanische und Koptische. Während der Jahre in Dorpat unternahm er regelmäßig Reisen nach Deutschland sowie zu Linguistenkongressen in den Niederlanden und der Schweiz. Er starb am 5. August 1938 nach einer Operation in München.
In seinen wissenschaftlichen Veröffentlichungen konzentrierte sich Kieckers auf die historische Syntax sowie auf Laut- und Formenlehre. Besondere Schwerpunkte seiner Forschung waren die Sprachgeschichte des Griechischen und Lateinischen sowie der germanischen Sprachen. Er veröffentlichte zahlreiche Einzelstudien oft monografischen Umfangs (vor allem seine Reihe Sprachwissenschaftliche Miscellen, 1922–1938) sowie systematische wissenschaftliche Handbücher, in denen er die Summe seiner und fremder Forschung zog. So veröffentlichte er eine Historische griechische Grammatik (4 Bände, 1925–1926), ein Handbuch der vergleichenden gotischen Grammatik (1928) und eine Historische lateinische Grammatik (2 Bände, 1930–1931), die aber unvollendet blieb, da Kieckers den geplanten Syntaxband vor seinem Tode nicht fertigstellen konnte. 1932 gab er die zweite, erweiterte Auflage von Albert Thumbs Handbuch der griechischen Dialekte (1932) heraus. 1935 veröffentlichte er eine Altenglische Grammatik.

## Schriften (Auswahl)
- Die lokalen Verschiedenheiten im Dialekte Kretas. Marburg 1908 (Dissertation).
- Die Stellung des Verbs im Griechischen und in den verwandten Sprachen. Straßburg 1911 (Habilitationsschrift, Universität Freiburg).
- Zur oratio recta in den indogermanischen Sprachen. 2 Teile, Straßburg 1915–1916.
- Sprachwissenschaftliche Miscellen. 14 Teile, Tartu 1922–1938
- Historische griechische Grammatik. 4 Bände, Berlin und Leipzig 1925–1926.
- Handbuch der vergleichenden gotischen Grammatik. München 1928. 2., unveränderte Auflage 1960.
- Chrestomathie nebst Glossar zur vergleichenden gotischen Grammatik. München 1928.
- Historische lateinische Grammatik. Mit Berücksichtigung des Vulgärlateins und der romanischen Sprachen. 2 Bände, Berlin und Leipzig 1930–1931. 2., unveränderte Auflage, München 1960.
- Die Sprachstämme der Erde. Mit einer Anzahl grammatischer Skizzen. Heidelberg 1931 (= Kultur und Sprache 7).
- Einführung in die indogermanische Sprachwissenschaft. Erster Teil: Lautlehre. München 1933.
- Altenglische Grammatik. München 1935.

Herausgeberschaft
- Albert Thumb: Handbuch der griechischen Dialekte. Erster Teil, 2., erweiterte Auflage. Heidelberg 1932.